# Vacances adaptées

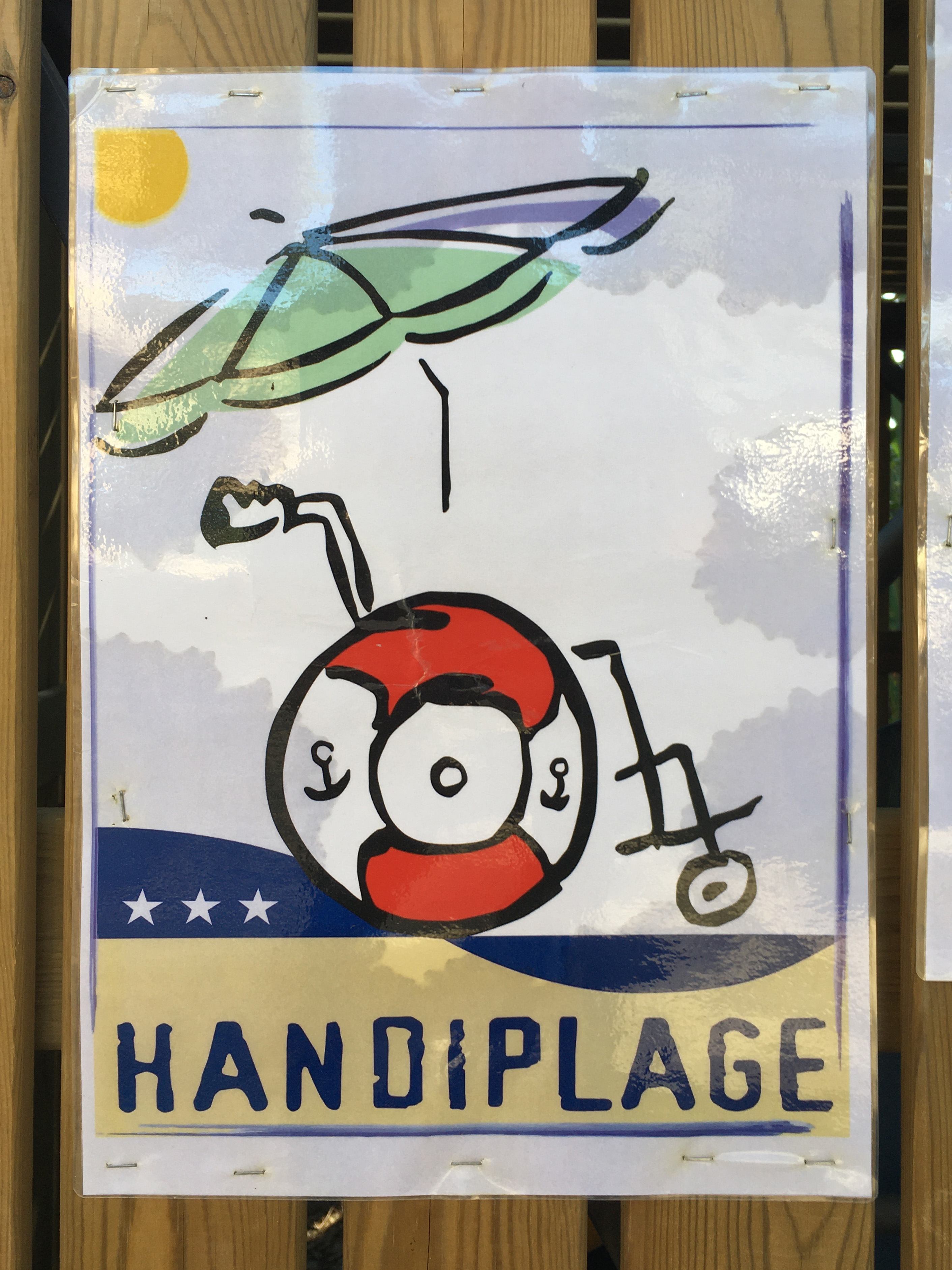
Affiche Handiplage (Les plages de Gigaro et du Débarquement située à La Croix-Valmer sont accessibles pour les personnes à mobilité réduite.)

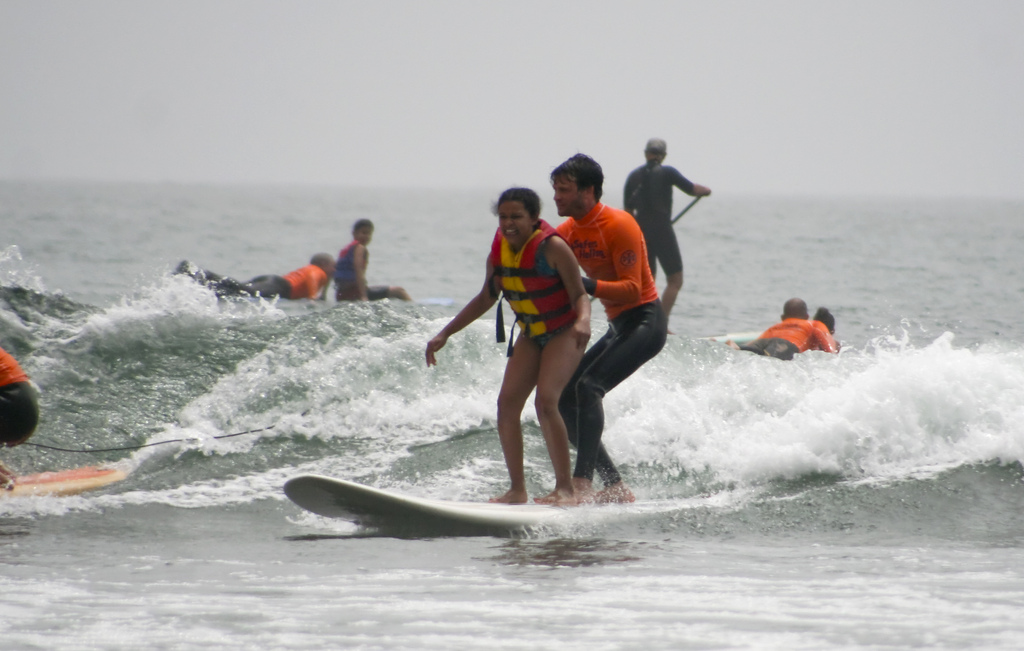
Enfant autiste apprenant à pratiquer le surf en Californie

Les vacances adaptées ou les séjours adaptés sont des séjours thématiques réservés aux personnes handicapées en fonction de leur autonomie durant les périodes de vacances (été ou hiver).

## Présentation et organisation
Les séjours adaptés, souvent dénommés sous le terme de vacances adaptées, car elles se déroulent durant les périodes de vacances, sont les séjours destinés aux personnes, mineures ou adultes, atteintes de troubles invalidants ou de handicaps. Ces vacances peuvent être organisées:
- en « groupes » où les personnes handicapées sont accompagnées par des personnes chargées de leur assurer une aide et un soutien,
- en  « intégration » pour les personnes handicapées qui souhaitent se joindre à un groupe de personnes dites « valides »,
- en « liberté » (ou de façon individuelle) dans des infrastructures ordinaires mais où l'accès et les activités sont adaptées aux personnes en situation de handicap qui se rendent dans ces lieux de villégiatures par leurs propres moyens.

Il existe, notamment en France, des possibilités de séjours de vacances dit « inclusifs » permettant à certains enfants handicapés de participer à un séjour avec des enfants non handicapés. Un animateur peut être dédié à l’enfant,.

### Belgique
La Fédération Nationale pour la Promotion des Handicapés (FNPH), essentiellement active à Bruxelles, organise des loisirs pour personnes en situation de handicap. De nombreuses associations proposent des séjours, des loisirs et des activités sportives adaptés. Il existe également des services « répit » permettant aux personnes en situation de handicap, enfants ou adultes, et à leur famille des solutions variées afin de répondre à leurs besoins.

### Canada
L'Office des personnes handicapées du Québec (OPHQ) est un organisme gouvernemental qui contribue à accroître la participation sociale des personnes handicapées. Le projet « Des vacances qui font du bien ! », né d'une initiative locale et porté par cet office, s'inscrit dans une préoccupation grandissante pour l'intégration des personnes handicapées. 
En 2009, la politique dite « À part entière » réaffirme le droit pour les personnes avec des incapacités de pouvoir profiter pleinement des diverses infrastructures disponibles dans leur communauté et parie sur l'objectif d'une intégration dans le milieu ordinaire. Dès lors le gouvernement québécois met place un programme d'accompagnement en loisir qui doit s'étoffer et s'améliorer au fil des ans.
Le terme « Kéroul » désigne un organisme sans but lucratif qui répertorie, informe, représente, développe et fait la promotion du tourisme et de la culture accessibles pour les personnes pouvant être atteintes de handicaps auditif, physique, ou visuel.

### France

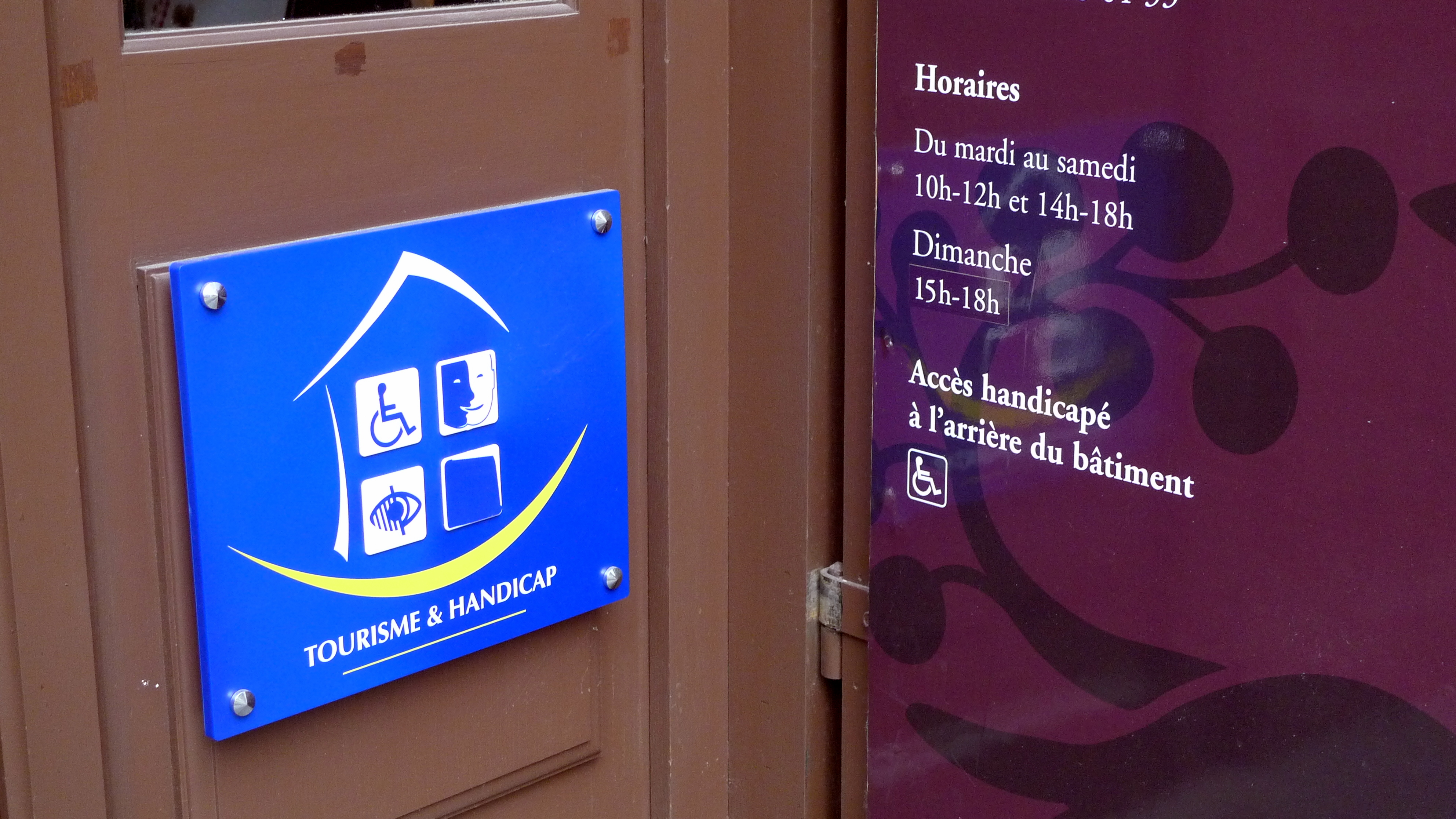
affichage tourisme et handicap

En France, l'agrément vacances adaptées organisées (VAO) est accordé par le représentant de l'État dans la région dans des conditions fixées par décret. Cet agrément officiel permet d'« assurer aux personnes handicapées majeures (ou du moins adultes), qui choisissent des séjours de vacances collectifs, des conditions de sécurité adaptées, ainsi qu'une qualité de l'accueil et de l'accompagnement. »
Créé en 1991, le Conseil National des Loisirs et du Tourisme Adaptés (CNLTA) est une association française dont la mission est de regrouper les organisateurs de vacances adaptées, les représentants des usagers et les fournisseurs d'hébergement du pays en assurant également des formations aux professionnels concernés. Le CNTLA propose également aux futurs vacanciers une grille d’autoévaluation de ses besoins d’accompagnement afin de faciliter ses démarches auprès des organismes chargés de l'accueil.
L'État français a mis en place depuis 2003, un label national « Tourisme et Handicap» et « Destination pour tous » délivré aux professionnels du tourisme offrant un équipement adapté à une où plusieurs familles de handicap.

## Coût et financement
Organisés et mis en place par des entreprises privées ou des associations, les séjours adaptés français présentent un coût élevé pour les personnes handicapées ou leurs familles, même si des aides financières peuvent être versées mais elles ne concernent généralement que le surcoût lié au handicap (transport et frais divers alors que ces personnes ne perçoivent très souvent que de l'AAH,. 
Ces frais sont généralement liés à l'hébergement, l'alimentation pour la durée du séjour, mais aussi à l'encadrement et à la formation des animateurs de séjours, sans oublier les diverses activités, les assurances, le transport, les frais de fonctionnement de l'organisme de vacances adaptées (catalogues, frais généraux d'administration et de direction générale dits « frais de siège », etc....). 
Il reste cependant très difficile de recruter des accompagnateurs et une association de Redon (Ille-et-Vilaine) indique dans un communiqué publié en 2025 qu'il lui manque vingt-cinq animateurs afin de pouvoir organiser des vacances cet été pour des personnes en situation de handicap mental. Généralement recruté dans le milieu étudiant, aucun diplôme n'est exigé pour effectuer le travail d'accompagnateur, l'association ne demandant à ces « professionnels » que d'être en possession de leur permis de conduire depuis plus d'un an et de suivre une formation en interne pendant deux jours au mois de juin. En 2023, une association organisatrice de séjours adaptés, basée en Nouvelle-Aquitaine, propose entre 850 et 960 € net, nourri et logé pour une durée de trois semaines d'accompagnement. Un site d'information pour la jeunesse basé dans les Pays-de-la-Loire évoque, en 2022, une somme de 1 050,00 euros mensuels pour 35 heures effectives, les groupes étant composés de huit à seize adultes déficients intellectuels avec deux à quatre encadrants par séjour.
Selon l'UFCV, environ 160 000 adultes sur les 700 000 personnes en situation de handicap mental en France, partent en vacances chaque année en 2016. Un colloque est organisé sur cette question et réunit les principaux partenaires, institutionnels (dont la Secrétaire d'État chargée des Personnes handicapées et de la Lutte contre l'exclusion, Ségolène Neuville) et associatifs (dont l'UNAPEI) sur ce thème.

## Culture populaire
Le film documentaire Vivre les vacances, réalisé par Loïc Mahé en 2005, présente les vacances en Italie d'un groupe de six adultes handicapées et de deux accompagnateurs à Côme, Vérone et Venise. Ce séjour, organisé par l'association bisontine Idoine, présente des personnalités atteintes de trouble du spectre de l'autisme, heureuses de découvrir le ciel d'Italie et divers lieux inconnus pour elles.

## Affaires et événements liés aux vacances adaptées

### Arrêté de cessation de séjour à Paris
Le 4 aout 2023, une mission de contrôle sous la responsabilité de la préfecture d'Île-de-France a relevé des manquements lors d'un séjour adapté organisé à Paris par une société spécialisée. Le séjour alors en cours à la Résidence internationale de Paris (20e) est, dès lors, frappé d'un arrêté portant « cessation ». Le directeur de la société organisatrice basée à Saint-Chamond (Loire), « spécialisée dans l'accueil en séjour de vacances d'adultes en situation de handicap non médicalisé, sans trouble du comportement grave ni appareillage spécifique », se défend et considère cette décision comme regrettable.

### Incendie du gîte de groupe à Wintzenheim
Un incendie s'est déclaré le 9 août 2023 dans un gîte de groupe à Wintzenheim (Haut-Rhin). Il a entraîné le décès de onze personnes dont dix personnes handicapées mentales, tous les corps ont été retrouvés dans les décombres par les équipes d'intervention. Le gîte privé était loué par une association originaire de Lorraine gérant les séjours de vacances adaptées. Selon le premier adjoint de la mairie, le gîte n'était pas déclaré pour accueillir du public. L'agence organisatrice avait cependant obtenu un agrément temporaire le 7 juillet pour « la seule période du 8 juillet au 31 août 2023 »,.

### Reportages
- [vidéo] Centre de vacances adaptées à Hyères (été) (reportage de France 3 sur Youtube)
- [vidéo] Séjour adapté PMR enfants à la montagne (hiver) (reportage de France 3 sur Youtube)